# ویلسون پیکت

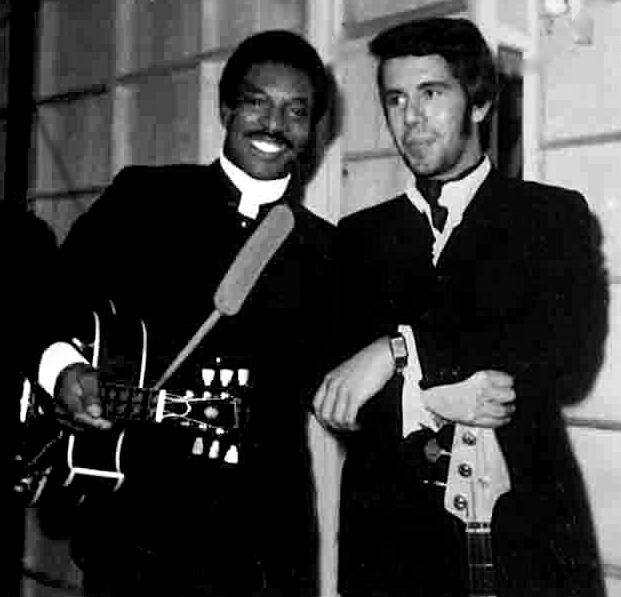
ویلسون پیکت و یک نوازنده گیتار

ویلسون پیکت (انگلیسی: Wilson Pickett؛ ۱۸ مارس ۱۹۴۱ – ۱۹ ژانویهٔ ۲۰۰۶) یک موسیقی‌دان اهل ایالات متحده آمریکا بود. وی بین سال‌های ۱۹۵۹ تا ۲۰۰۶ میلادی فعالیت می‌کرد.